# Messieurs les noyés de la Seine
«Messieurs les noyés de la Seine» (с фр. — «Господа утопленники Сены») — песня бельгийского певца Фуда Леклерка, написанная Робертом Монталем, Жаном Мире и Жаком Сэем. С этой песней он получил право представить Бельгию на первом конкурсе «Евровидение-1956» после того, как одержал победу в национальном отборе.

## Текст песни
Автор текста песни — Роберт Монталь.
Леклерк поёт о том, что он «заперт в браке без любви» и «устал терпеть несчастье», от чего просит «утопленников реки Сена открыть ему водные ворота».

## Евровидение

### Национальный отбор
В 1956 году Фуд Леклерк принял участие в национальном отборе Бельгии на первый конкурс песни «Евровидение». Он выбрал свою песню «Messieurs les noyés de la Seine» для участия в отборочном туре.
Финал отбора состоялся 15 апреля 1956 года. Леклерк стал победителем в голосовании жюри, но не смог победить в голосовании зрителей. Несмотря на это, он получил право представить Бельгию на «Евровидении» — по правилам конкурса того года каждая участвующая страна должна была отправить по две песни.

### Конкурс
Песня была исполнена третьей на конкурсе — после выступления представительницы Швейцарии Лиз Ассии с песней «Das alte Karussell» и перед выступлением представителя Германии Вальтера Андреас Шварца с песней «Im Wartesaal zum großen Glück», оркестром дирижировал Лео Сурис. Результаты выступления Фуда Леклерка неизвестны в связи с тем, что на конкурсе был объявлен только победитель (без индивидуальных оценок выступления). Остальные участники были отмечены как разделившие между собой второе место.
В 1956 году, совместно с Леклерком, на «Евровидении» Бельгию представляла другая победительница отборочного тура Мони Марк с песней «Le plus beau jour de ma vie» — по правилам конкурса того года каждая участвующая страна должна была отправить по две песни.